# Huta (okręg Sălaj)
Huta – wieś w Rumunii, w okręgu Sălaj, w gminie Buciumi. W 2011 roku liczyła 31 mieszkańców.